# Янкович, Нико
Ни́ко Я́нкович (хорв. Niko Janković; род. 25 августа 2001, Загреб) — хорватский футболист, полузащитник клуба «Риека».

## Клубная карьера
Янкович — воспитанник клубов «Трние», немецкого «Штутгарт» и загребского «Динамо». В 2019 году игрок начал выступать за дублирующий состав последних. В 2020 году в матче против «Вараждина» он дебютировал в чемпионате Хорватии. В начале 2021 года Нико на правах аренды перешёл в «Славен Белупо». В матче против «Истра 1961» он дебютировал за новый клуб. Летом того же года Янкович был арендован «Горицей». 31 июля в матче против «Истра 1961» он дебютировал за новую команду. 
В начале 2022 года Янкович на правах аренды перешёл в боснийский «Зриньски». 27 февраля в матче против «Рудара» из Приедора он дебютировал в чемпионате Боснии и Герцеговины. В поединке против «Радника» из Биелины Нико забил свой первый гол за «Зриньски». 
В начале 2023 года Янкович был арендован «Риекой». 21 января в матче против «Осиека» он дебютировал за новую команду. 3 марта в поединке против «Истра 1961» Нико забил свой первый гол за «Риеку». По окончании аренды клуб выкупил трансфер игрока. 